# Leif Skov (advokat)
 For alternative betydninger, se Leif Skov. (Se også artikler, som begynder med Leif Skov)
Leif Skov er formand for Aage V. Jensens Naturfond og Aage V. Jensens Fond.
Han er tillige formand for firmaet A/S Dansk Inveco, hvor hans datter Mette Skov sidder som direktør.